# Anderson Bay Park
Anderson Bay Park är en park i Kanada.   Den ligger i Powell River Regional District och provinsen British Columbia, i den sydvästra delen av landet, 3 600 km väster om huvudstaden Ottawa. Anderson Bay Park ligger 81 meter över havet. Den ligger på ön Texada Island.
Terrängen runt Anderson Bay Park är platt söderut, men åt nordväst är den kuperad. Havet är nära Anderson Bay Park åt sydost. Trakten är glest befolkad. Det finns inga samhällen i närheten. 